# Marquesado de Santa Marta
El marquesado de Santa Marta es un título nobiliario español creado el 19 de junio de 1746 por el rey Felipe V a favor de José Antonio Herrera y Loaysa, capitán de navío de la Real Armada.

## Marqueses de Santa Marta
|                       | Titular                                               | Periodo               |
| Creación por Felipe V | Creación por Felipe V                                 | Creación por Felipe V |
| --------------------- | ----------------------------------------------------- | --------------------- |
| I                     | José Antonio Herrera y Loaysa                         | 1746-1748             |
| II                    | Antonio Vicente de las Casas y Herrera y Orellana     | 1748-1775             |
| III                   | Vicente de las Casas Herrera del Águila               | 1775-1780             |
| IV                    | María de la Asunción de las Casas y Mendoza           | 1780-1816             |
| V                     | María de los Dolores Golfín de las Casas              | 1816-1819             |
| VI                    | Petra Golfín de Carvajal y de las Casas               | 1819-1850             |
| VII                   | María de la Concepción de Gordón y Golfín de Carvajal | 1850-1891             |
| VIII                  | Alfonso Pérez de Guzmán y Gordón                      | 1892-1914             |
| IX                    | Alfonso Pérez de Guzmán el Bueno y Salabert           | 1914-1977             |
| X                     | Tatiana Pérez de Guzmán el Bueno y Seebacher          | 1979-2012             |
| XI                    | José Luis Mesía Figueroa                              | 2015-2018             |
| XII                   | Juan José Mesía y Medina                              | 2022-hoy              |